# 日本国政府
日本国政府（にほんこくせいふ、にっぽんこくせいふ、英: Government of Japan）は、日本の中央政府。日本の法令上は「国（くに）」と称される。日本において「政府」は行政権を管轄する内閣および内閣の統轄する中央省庁などの行政府を指す場合が多いが、本項では立法府及び司法府も含めた広義の政府について解説する。

## 沿革
日本国政府は、1868年（慶応3年）1月3日の王政復古の大号令により廃止された幕府や摂政、関白に代わる統治基盤として仮置きされた総裁、議定、参与の「三職制」から始まった。
三職制は1868年（慶応4年）5月3日の江戸城無血開城により戊辰戦争が一つの区切りを迎えたため、同年4月21日の政体書発布により廃止され、政府は新たに「太政官制」の創設を発表した。1885年（明治18年）12月22日、政府は議会開設や憲法制定を見据えて、効率的な政策決定過程の確立のために太政官制を廃止して、現在に続く「内閣制」を創設した。
現在の日本における統治機構の基本的部分は日本国憲法によって定められている。

## 政府の範囲

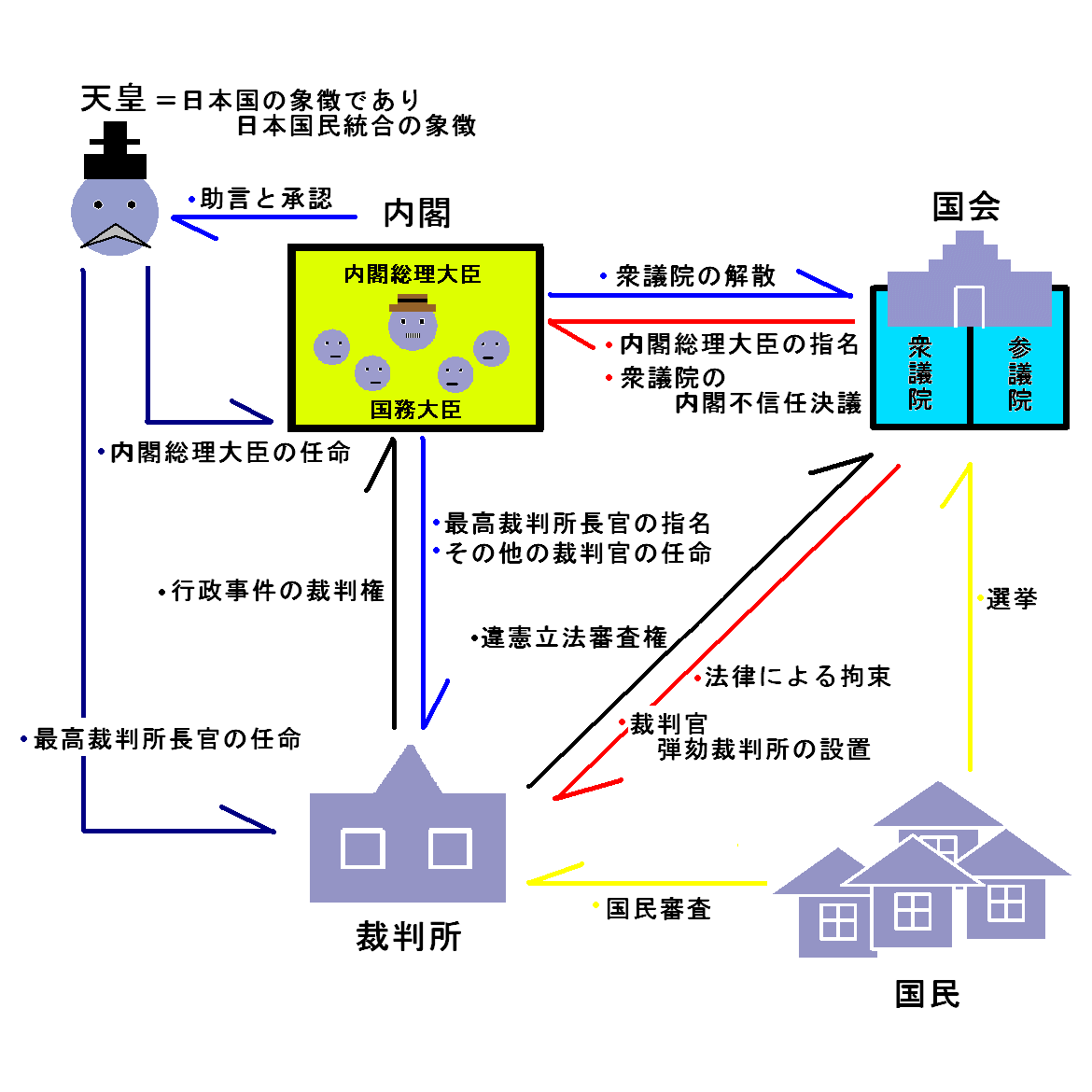
日本の統治機構（広義）

政府とは広義には立法府、行政府、司法府などの統治機構を総称し、狭義には内閣および内閣の統轄する中央省庁（官僚機構）のみを指す。
英米系の国では「政府（government）」は統治機関過程の全体を指し、機構を指す場合は行政府・立法府・司法府の総称を意味する。行政府については「administration」と表現するのが一般的である。イギリス、フランス、アメリカ合衆国などにおいては国民の意思を代表する議会を中心とする政治機構が整えられ、「政府」は立法府をはじめ行政府や司法府も包括するものと考えられてきた。
一方近代以降も皇帝の大権が大きかったドイツ帝国においては行政府の持つ権限が強力であり、国法上の政府(Regierung)とは行政府のみを指す。ドイツの影響を受けた国々においても同様で、日本においても「政府」とは明治以来、行政府のみを指すことが多い。

## 立法府

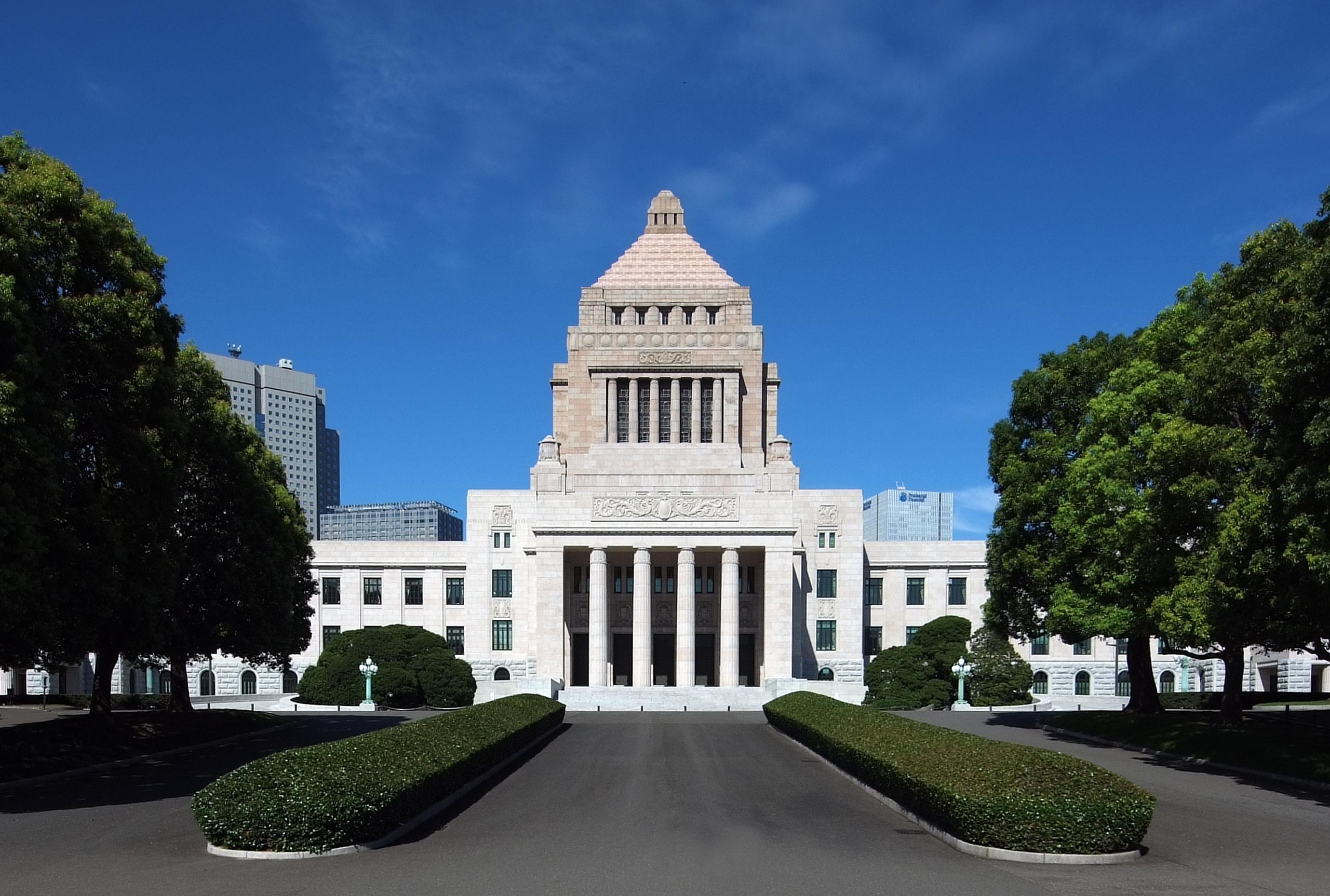
国会議事堂

立法府とはその名のとおり、立法を行う機関のことである。近代的な国家では、国民を代表する機関である議会を立法府とする。
日本においては明治維新後「五箇条の御誓文」において「広ク会議ヲ興シ万機公論ニ決スヘシ」と定められて以降、下ノ議事所、下局、公議所、集議院、太政官左院、元老院などが立法の審議を行ってきたが、これらはいずれも公選議員によって構成されたものではなかったため、国民代表機関とは呼べなかった。
自由民権運動の高揚を背景に1881年には国会開設の勅諭が発せられ、1890年に憲法を制定して民選議会を開設することが約束された。1889年に大日本帝国憲法（明治憲法）が発布され、翌年11月29日の同憲法施行とともに第1回帝国議会が開会され、日本最初の議会制がはじまった。ただし、地方議会は、これに先立つ1877年の府県会規則、1880年の区町村会法により、すでに設置されている。帝国議会は公選の衆議院と非公選の貴族院の両院制であり、衆議院と貴族院は同格の関係にあったが、予算先議権は衆議院が有していた。
1947年施行の日本国憲法下で帝国議会が国会に改組された際に非公選の貴族院は廃止となり、新たな上院として公選の参議院が新設され、両院とも公選制となった。国会が唯一の立法機関として立法を担っており、衆議院は4年ごとの総選挙または解散総選挙により選出される議員による全465議席で構成され、参議院は6年の任期を有し半数ずつ3年ごとに改選される議員による全248議席で構成される。満18歳以上の男女の全国民が選挙権を有する普通選挙が実施され、すべての選挙において投票の秘密が保障される。衆議院と貴族院が同格だった明治憲法下と異なり、現行憲法下では衆議院の参議院に対する優越が定められており、条約、予算、内閣総理大臣の指名に関しては衆議院の議決が国会の議決となり、参議院で否決された法律案の再議決も、衆議院が出席議員の3分の2以上の賛成で再可決すると国会の議決となるなど、強力な権限が衆議院に認められている。

## 行政府

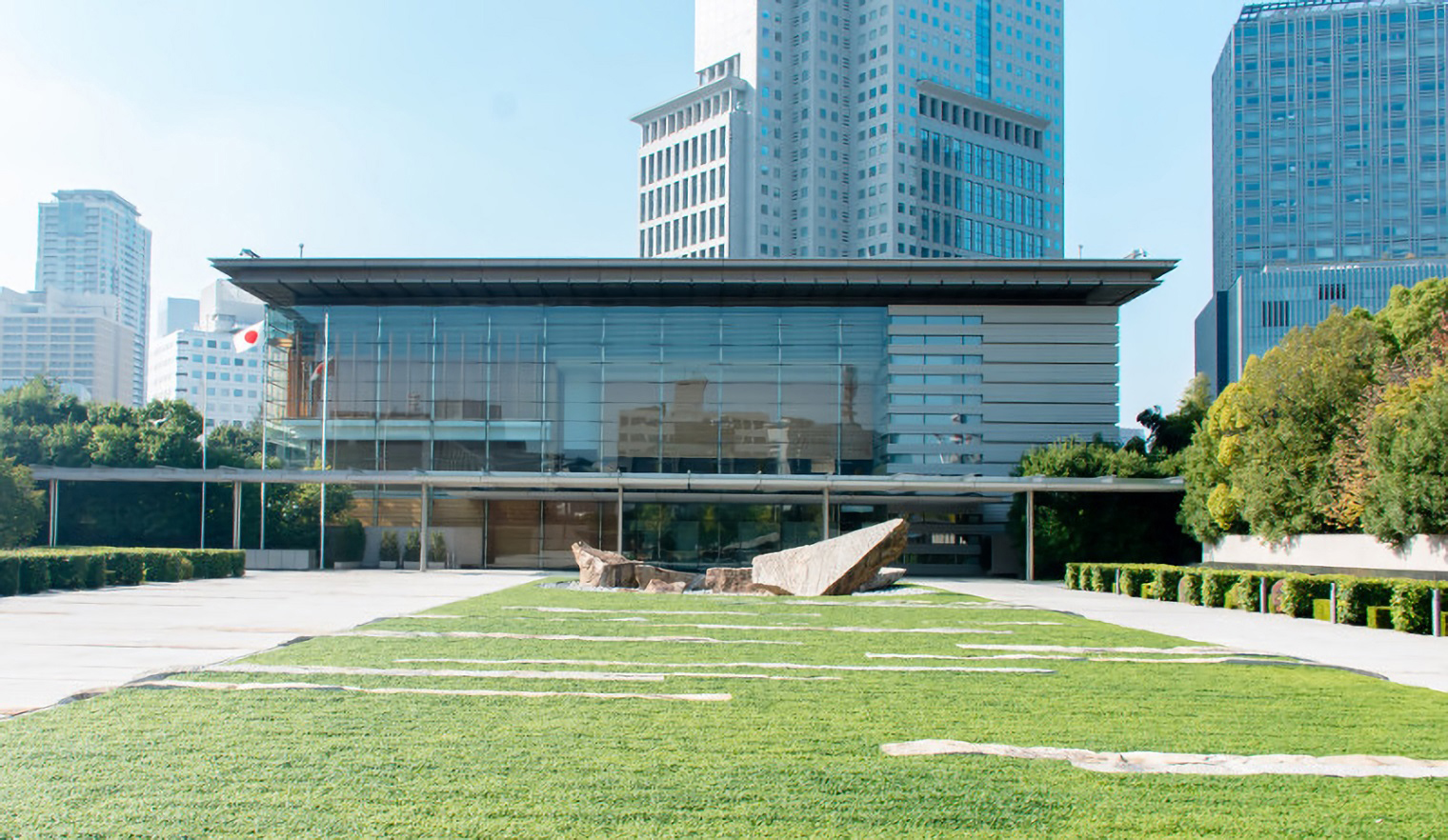
内閣総理大臣官邸

内閣制度発足前の行政府としては、太政官制の行政府があり、天皇が親臨する正院、各省の長官・次官が会合して行政事務を審議する右院、議院・諸立法の事を議する左院、その下に八省が置かれていた。このうち中心的な行政府となったのは正院であり、最高責任者の太政大臣以下、左大臣・右大臣、参議などで構成された。太政大臣のポストには長らく三条実美が就任した。
議会開設を前にした1885年に太政官制が廃止され、首班の内閣総理大臣と各省長官を兼ねる9名の国務大臣から構成される内閣制度が成立した。初代内閣総理大臣は伊藤博文。総理大臣の地位は、当初内閣職権によって規定され、巨大な政府統制権が認められていたが、1889年に内閣官制によって規定されるようになった後は、総理大臣は同輩中の首席ではあるものの、国務大臣はそれぞれ単独で天皇を輔弼する制度に転換したため、その権限は弱まった。
内閣官制下の内閣総理大臣の任免は天皇の大権事項だが、実際には元老・重臣の推薦により任命されることが一般的だった。当初内閣は議会の政党と無関係に組閣する超然内閣として始まったが、政党の力が強まる中、第1次大隈内閣を端緒として政党内閣の形態が見られるようになり、特に原内閣以降は有力政党による政権交代が「憲政の常道」として常態化した。しかし五・一五事件後の斎藤内閣以降挙国一致内閣の形態が常態化して政党政治の影響力は弱まった。
1947年(昭和22年)の日本国憲法施行後には、内閣及び総理大臣は、憲法に規定されるようになった。総理大臣は国会議員の中から指名され、天皇により任命される。日本の行政府たる内閣の首長として国務大臣の任免権をもつなど内閣官制時代より権限を強化された。また内閣官制時代の総理大臣は、軍への直接の指揮権はなかったが、日本国憲法下の総理大臣は自衛隊法に基づいて自衛隊の総指揮官でもある。内閣法により国務大臣は通常14名まで（必要がある場合は3人まで増やせる）と制限されている。また憲法により国務大臣の過半数は国会議員から構成されなければならないという制約もある。
日本国憲法の規定ではイギリスを起源とする議院内閣制を採用しており、国会が内閣総理大臣指名権や内閣不信任案決議権を有する代わりに、内閣は解散決定権を有しており、内閣の助言と承認に基づき、天皇は国事行為として衆議院を解散する。

### 内閣総理大臣
2000年（平成12年）以降の歴代内閣総理大臣を以下に示す。
| 氏名       | 任期                                   | 備考                                       |
| ---------- | -------------------------------------- | ------------------------------------------ |
| 森喜朗     | 2000年（平成12年）- 2001年（平成13年） |                                            |
| 小泉純一郎 | 2001年（平成13年）- 2006年（平成18年） |                                            |
| 安倍晋三   | 2006年（平成18年）- 2007年（平成19年） | 第1次内閣                                  |
| 福田康夫   | 2007年（平成19年）- 2008年（平成20年） |                                            |
| 麻生太郎   | 2008年（平成20年）- 2009年（平成21年） |                                            |
| 鳩山由紀夫 | 2009年（平成21年）- 2010年（平成22年） |                                            |
| 菅直人     | 2010年（平成22年）- 2011年（平成23年） |                                            |
| 野田佳彦   | 2011年（平成23年）- 2012年（平成24年） |                                            |
| 安倍晋三   | 2012年（平成24年）- 2020年（令和2年）  | 第2次 - 第4次内閣（戦後2例目の返り咲き）。 |
| 菅義偉     | 2020年（令和2年）- 2021年（令和3年）   |                                            |
| 岸田文雄   | 2021年（令和3年）- 2024年（令和6年）   | 第1次 - 第2次内閣                          |
| 石破茂     | 2024年（令和6年）-                     |                                            |

### 中央省庁

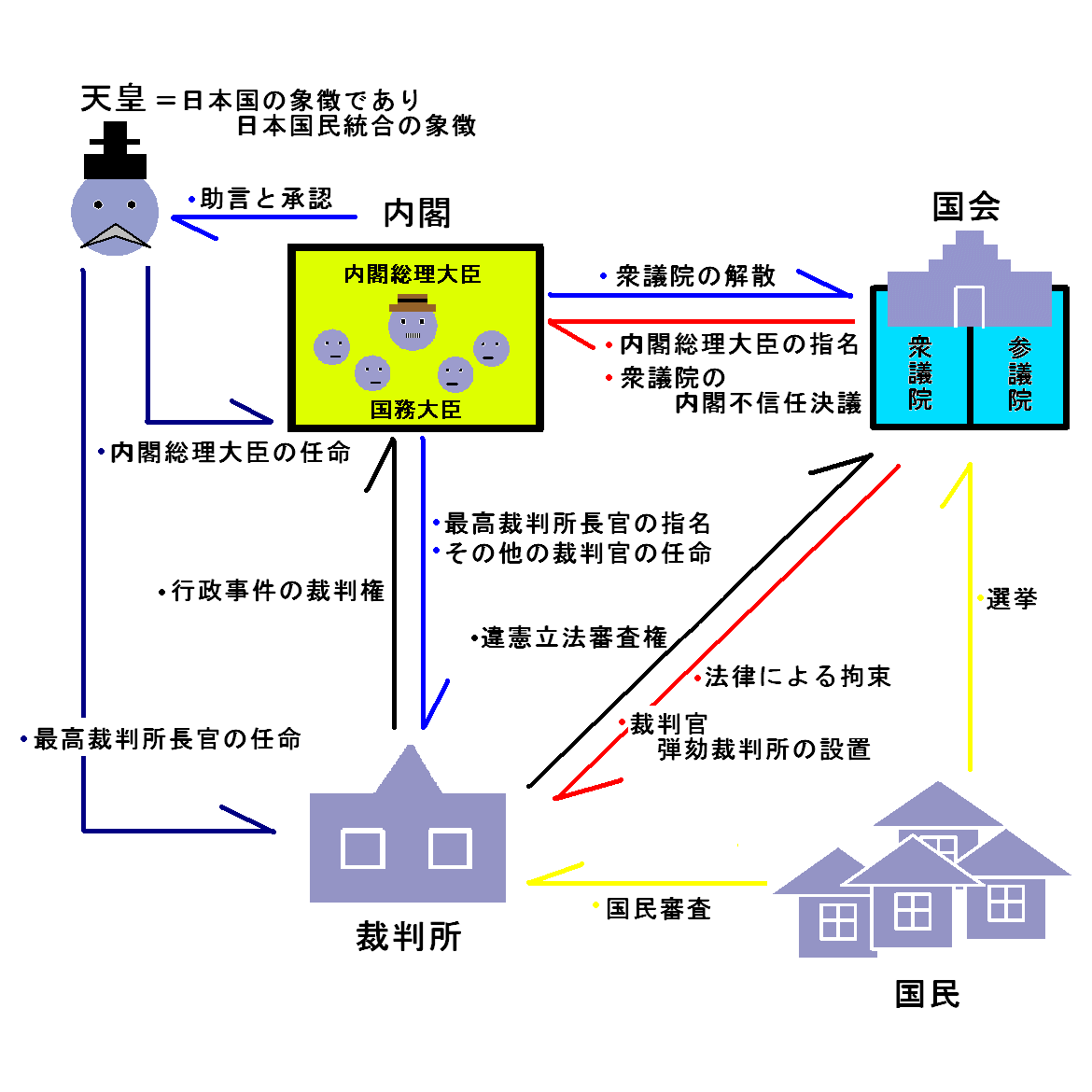
日本国憲法下における日本の統治機構

## 司法府

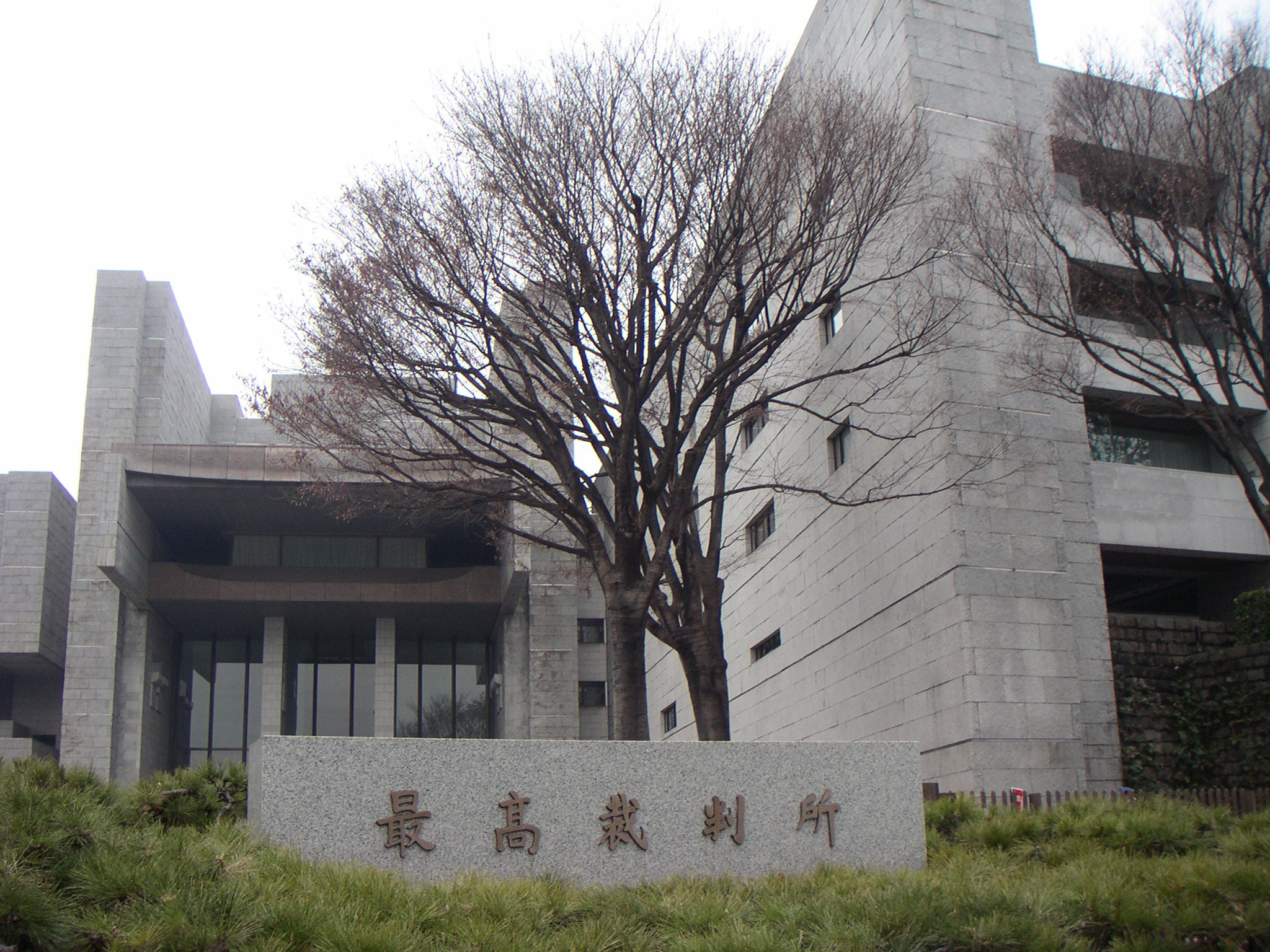
最高裁判所

日本において独立した国家機関としての司法機関は、明治維新による近代化の一環として西欧の制度を学ぶ形で確立されていった。1875年の大阪会議において三権分立が決定され、行政府から独立した裁判権を確立させるために司法機関として大審院が設置された。大審院は明治憲法施行とともに最高裁判所と位置付けられた。
以降同憲法下では、通常裁判所として大審院・控訴院・地方裁判所・区裁判所が置かれたが、これと別に行政訴訟を扱うための行政裁判所、陸海軍の軍法会議、皇族間の皇室裁判所など、特殊な事件や身分者を対象とした特別裁判所が置かれていた。
しかし現行憲法では特別裁判所は設置できないことが定められているため、現在の司法府は、最高裁判所を最上位とした通常裁判所かつ司法裁判所に属する単一系列の裁判所群で構成されている。また明治憲法では明文の規定がなかったのに対し、現行憲法では最高裁判所が違憲審査権を有することが明文化されているため、違法な行政活動に対する救済制度が強化された。2009年からは裁判員制度が導入された。最高裁判所長官は内閣の指名に基づき天皇が任命する。最高裁判所裁判官は内閣が任命し、天皇が認証する。